# Karel Roden
Karel Roden (České Budějovice, 18 maggio 1962) è un attore ceco.

## Biografia
Laureato all'Accademia Drammatica delle Belle Arti di Praga, Roden proviene da una lunga tradizione di attori cechi: il fratello minore, Marian, è anch'egli un attore e entrambi hanno seguito le orme del padre e del nonno attori anch'essi. Alto 1,85 m., è legato sentimentalmente da lungo tempo all'attrice ceca Jana Krausová
Tra i suoi lavori più interessanti la partecipazione ad alcuni film di Lamberto Bava, in particolare Fantaghirò 2 dove ha interpretato la parte di Occhiodoro, Desideria e l'anello del drago (1995), dove impersona il re Lisandro, The Bourne Supremacy (2004), dove interpreta Gretkov, Hellboy (2004) di Guillermo del Toro, dove interpreta il malefico stregone russo Grigori Rasputin, e RocknRolla (2008) di Guy Ritchie, in cui interpreta il miliardario russo Uri Omovich. Ha vinto Czech Lion Award 2008 come miglior attore protagonista nel film ceco Guard No. 47

## Filmografia

### Cinema
- Un treno verso l'ignoto (Crackerjack 2), regia di Robert Lee (1997)
- 15 minuti - Follia omicida a New York (15 Minutes), regia di John Herzfeld (2001)
- Blade II, regia di Guillermo del Toro (2002)
- Il monaco (Bulletproof Monk), regia di Paul Hunter (2003)
- Late Night Talks with Mother - documentario (2003)
- Hellboy, regia di Guillermo del Toro (2004)
- The Bourne Supremacy, regia di Paul Greengrass (2004)
- The Abandoned, regia di Nacho Cerdà (2006)
- Summer Love, regia di Piotr Uklanski (2006)
- Running (Running Scared), regia di Wayne Kramer (2006)
- Bestiar, regia di Irena Pavlásková (2007)
- Mr. Bean's Holiday, regia di Steve Bendelack (2007)
- Largo Winch, regia di Jérôme Salle (2008)
- RocknRolla, regia di Guy Ritchie (2008)
- Orphan, regia di Jaume Collet-Serra (2009)
- A Lonely Place to Die, regia di Julian Gilbey (2011)
- Frankenstein's Army, regia di Richard Raaphorst (2013)
- Il piccolo crociato, regia di Václav Kadrnka (2017)
- The Racer, regia di Kieron J. Walsh (2020)
- Medieval, regia di Petr Jákl (2022)

### Televisione
- Fantaghirò 2, regia di Lamberto Bava (1992) - Film TV
- Desideria e l'anello del drago, regia di Lamberto Bava (1994) - Film TV
- Sorellina e il principe del sogno, regia di Lamberto Bava (1996) - Film TV
- Caraibi, regia di Lamberto Bava (1999) - Film TV
- The Philanthropist (2009)
- McMafia – serie TV, 4 episodi (2017)
- Una spia tra noi - Un amico leale fedele al nemico (A Spy Among Friends) – miniserie TV, 4 puntate (2022)

## Doppiaggio
- Grand Theft Auto IV - videogioco (2008)

## Doppiatori italiani
Nelle versioni in italiano delle opere in cui ha recitato, Karel Roden è stato doppiato da:
- Massimo Lodolo in Hellboy, Summer Love
- Paolo Marchese in RocknRolla, Orphan
- Carlo Cosolo in Fantaghirò 2
- Carlo Valli in Desideria e l'anello del drago
- Tonino Accolla in 15 minuti - Follia omicida a New York
- Maurizio Reti in Blade II
- Saverio Indrio in Il monaco
- Ennio Coltorti in The Bourne Supremacy
- Claudio Fattoretto in Running
- Antonio Bonanotte in Mr. Bean's Holiday
- Gerolamo Alchieri in McMafia
- Ambrogio Colombo in Una spia tra noi - Un amico leale fedele al nemico